# Jacquelyn Jablonski
Jacquelyn Jablonski (4 de abril de 1993) es una modelo estadounidense de ascendencia polaca.

## Carrera
Jablonski creció en Fair Haven, Nueva Jersey y se graduó de la escuela secundaria en 2008. Ese mismo año fue recrutada por un cazatalentos en un café en el que Jablonski trabajaba. Su madre la llevó a agencias en Nueva York y Ford Models inmediatamente le ofreció un contrato a los quince años de edad. En septiembre de 2007, Jablonski desfiló por primera vez en Nueva York en un evento de Brian Reyes. Poco después participó en el concurso de Ford Supermodel of the World y acabó segunda.
Jablonski se saltó dos temporadas en 2009 para centrarse en sus estudios y aun así aceptó caminar para Emanuel Ungaro en enero de 2009. Desfiló en 58 eventos en la temporada primavera/verano 2010 lo que significó su ascenso en el mundo de la moda. Fue la modelo más contratada en la siguiente temporada, desfilando en un total de 31 eventos. Se le acredita haber desfilado para Shiatzy Chen, Prada, Balenciaga, Yves Saint Laurent, Valentino, Chanel y en el Victoria's Secret Fashion Show 2010, 2011, 2012, 2013, 2014 y 2015, de la marca de lencería Victoria's Secret.
En 2009, Jablonski realizó su primera campaña grande con Calvin Klein. Jablonski estuvo siempre presente en las campañas de Tommy Hilfiger. Ha aparecido en campañas para Givenchy, Hermès, Pucci, J Crew, Max Mara, H&M, Emporio Armani, GAP, Dolce & Gabbana, Sportmax, Céline, Hogan, Burberry, Carolina Herrera, Yves Saint Laurent y Stefanel
En cuanto a catálogos, ha aparecido en la portada de Vogue Latinoamérica, Turquía, Alemania, Estados Unidos, Rusia, Japón, Italia y Francia; también n la Harper's Bazaar española, Numéro, i-D, V, Another Magazine, Pop Magazine, Dazed & Confused, W, Prada, Alexander Wang, Hogan, Jason Wu, Fendi, J.Crew, Tommy Hilfiger, y John Galliano.
En 2012, ocupaba el puesto 31 en Models.com.
La noche antes del estreno del Victoria's Secret Fashion Show 2012, Jablonski y las modelos Behati Prinsloo y Jasmine Tookes aparecieron como invitadas en el episodio de "Ha'awe Make Loa" de Hawaii Five-0.
Jacquelyn Jablonski no está relacionada con la modelo con el mismo apellido, Constance Jablonski.